# Ác quỷ đối đầu
Ác quỷ đối đầu (tên gốc tiếng Hàn: 다만 악에서 구하소서, còn được biết đến với tên tiếng Anh: Deliver Us from Evil) là một bộ phim hành động của Hàn Quốc do đạo diễn Hong Won-chan thực hiện cùng với Hive Media Corp. sản xuất. Phim có sự tham gia của các diễn viên nổi tiếng như Hwang Jung-min, Lee Jung-jae, Choi Hee-seo và Park Jung-min. Phim theo chân một cựu đặc vụ NIS trên hành trình giải cứu con gái mình khỏi một đường dây buôn bán nội tạng Thái Lan.
Phim bắt đầu công chiếu tại các rạp Hàn Quốc vào ngày 5 tháng 8 năm 2020 và tại Việt Nam vào ngày 4 tháng 9 năm 2020. Tác phẩm là một thành công về mặt thương mại. Bản cắt cuối cùng với các cảnh quay bổ sung được công chiếu vào ngày 28 tháng 10 năm 2020. Bộ phim được phát hành tại Hoa Kỳ vào tháng 3 năm 2021.

## Nội dung
Tám năm trước Kim In-nam và sếp của anh là Kim Chun-sung – người đang làm đặc vụ của bộ phận bí mật – phụ trách các vấn đề phi đạo đức, trong đó bao gồm việc giết người, tại Cục Tình báo Quốc gia (NIS). Sau đó nhóm này đã bị giải tán, vì vậy họ buộc phải trốn ra nước ngoài. In-nam cảm thấy cuộc sống ở Hàn Quốc đã kết thúc, anh đi gặp người yêu của mình là Seo Young-joo. Anh chia tay cô và trốn sang Nhật Bản. Lúc này, Young-joo vướng vào một cuộc chiến với các đặc vụ đến để tiêu diệt In-nam, cô bị sốc trước cảnh tượng này. Với sự giúp đỡ của Chun-sung, cô rời Hàn Quốc và định cư ở Thái Lan nhưng cô không thông báo cho In-nam biết rằng mình đang mang thai. Sau đó, In-nam kiếm tiền bằng cách làm sát thủ ở Nhật Bản, nhưng anh đã mệt mỏi và muốn giải nghệ. Anh nói với người đại diện của mình là Shimada rằng anh sẽ đi Panama sau khi làm phi vụ cuối cùng đó là giết một tên xã hội đen Nhật Bản - anh trai của Ray. Trong khi đó, Young-joo có một cuộc sống tương đối thoải mái với con gái của mình ở Thái Lan. Cô nhận được đề xuất đầu tư vào sân golf từ Han Jong-soo. Jong-soo đã thuê người giúp việc đến trường mẫu giáo Quốc tế để bắt cóc con gái của Young-joo. Cô đã cố gắng nhờ cảnh sát Thái Lan và đại sứ quán giúp đỡ, tuy nhiên cảnh sát lại tỏ thái độ thờ ơ trước vụ án.
Young-joo tuyệt vọng và cố gắng cầu cứu In-nam thông qua Chun-sung, nhưng anh đã tránh liên lạc với cô bằng cách nói rằng anh đã chết. Tuy nhiên, sau khi Young-joo bị sát hại, đại sứ quán đã tìm thấy thông tin liên lạc với In-nam và gọi để báo In-nam đến nhận xác cô. Vì vậy In-nam đã đến Incheon. Khi ở Incheon, In-nam đã nhận được cảnh báo về việc Ray đang truy lùng anh. Ngay sau đó Shimada bị Ray bắt, anh ta bị treo ngược và chết khi bị Ray rạch bụng. Trước khi Shimada chết, anh ta đã khai rằng In-nam đang ở Incheon và Chun-sung cũng bị giết bởi Ray sau khi In-nam đi đến Thái Lan để tìm con gái mình. Sau khi phát hiện ra bức ảnh của Young-joo và con gái của anh trong ví, In-nam đến Bangkok và kết nối với Chun-sung trước khi ông bị giết. Khi hiểu được tình hình địa phương ở Bangkok, anh biết rằng hung thủ giết Young-joo là những kẻ lừa đảo bất động sản – Jong-soo và những người khác. In-nam bắt Jong-soo nói ra thông tin về con gái anh và nơi ở của những kẻ bắt cóc. Những kẻ bắt cóc sau đó đã khai rằng đã bán con của anh cho một tổ chức tội phạm có tên Chafer và người đứng đầu tên là Lan. In-nam đi tìm con mình thông qua Young-bae, sau đó anh nhận được sự giúp đỡ của Yui – một người chuyển giới đến từ Hàn Quốc, người này vẫn chưa được phẫu thuật vì thiếu tiền nên đã nhận lời giúp đỡ In-nam.
Ray đã đuổi theo In-nam đến Thái Lan. Hắn đến đây với sự giúp đỡ của một băng đảng Thái Lan do người của hắn ở Nhật Bản liên hệ. Những tên này được trả tiền để giúp đỡ Ray trong việc truy tìm In-nam. Tuy nhiên, băng nhóm này đã lừa Ray bằng cách nói dối rằng chúng đã bắt được kẻ bắt cóc con gái In-nam, sau đó nhóm này muốn giết Ray để cướp tiền nhưng cả băng nhóm đã chết ngược dưới tay Ray. Chỉ có một thành viên băng đảng còn sống sót giúp đỡ Ray sau khi tên này cầu xin hắn tha mạng. In-nam cùng với Yui đi đến nơi ở của tổ chức Chafer, nơi những đứa trẻ đang bị giam giữ. Được Yui phiên dịch, anh nói với các thành viên băng đảng Chafer rằng anh muốn mua thận của một đứa trẻ Hàn Quốc nhưng anh nhận được thông tin rằng con gái anh đã bị đưa đi để làm phẫu thuật lấy nội tạng. Vì muốn cứu con mình nên In-nam đã đề nghị trả thêm tiền, người phụ nữ ở đó bảo cả hai hãy chờ đợi. In-nam vì nóng vội đã phá cửa phòng nhốt bọn trẻ và hỏi bọn trẻ rằng có biết con của mình ở đâu không, tất cả những đứa trẻ khác đều cảnh giác với anh, chỉ có một cậu bé bước ra và nói với anh rằng mình biết về con gái của anh. Cậu bé nói rằng cậu được chơi bóng ở nơi bí mật, ở đó có một nhà máy sản xuất bóng đá là hang ổ của tổ chức Chafer, nơi việc phẫu thuật được thực hiện.
Đột nhiên, Ray giết các thành viên băng đảng Chafer trước sự chứng kiến của In-nam khi anh đang chuẩn bị đi đến Langyao với Yui. In-nam để Yui và cậu bé đi trước, sau đó anh có một cuộc giao tranh dữ dội với Ray trong tòa nhà. Nghe theo lời của In-nam, Yui chạy ra ngoài với đứa trẻ nhưng bị cảnh sát bắt, và In-nam cũng chạy thoát khỏi Ray. Sau đó In-nam được Young-bae giúp chỉ đường đến Langyao, anh được đưa một khẩu súng và biết rằng Ray đã có điện thoại di động của Chun-sung nên đã gọi điện trực tiếp cho hắn. Trong cuộc điện thoại, Ray nói rằng sẽ giết tất cả những ai có liên hệ với In-nam. Lúc đầu khi Yui bị cảnh sát bắt, cô đã yêu cầu gọi điện đến đại sứ quán Hàn Quốc để giả vờ rằng mình không biết tiếng Thái và không trả lời các câu hỏi của cảnh sát. Cô được trả tự do sau khi cung cấp thông tin về tổ chức tội phạm. Cảnh sát Thái Lan sau đó quyết định điều động đội SWAT dựa trên tình hình thực tế rằng nghi phạm là một người rất nguy hiểm. Các cảnh sát đã theo dõi và khi In-nam đến Langyao, anh bị Ray truy đuổi. Ray xuất hiện với một vài khẩu súng và cố gắng giết In-nam, trong khi cảnh sát địa phương và đội SWAT xuất hiện và tấn công Ray. In-nam đã trốn thoát và giải cứu được con gái của mình khi cô bé sắp bị lấy nội tạng ở phòng phẫu thuật. Ray đấu súng với đội SWAT, sau đó hắn cũng đã trốn thoát.
In-nam nói dối con gái anh rằng anh là bạn thân của mẹ cô bé. Sau khi liên hệ với Young-bae để đi đến Panama bằng đường buôn lậu, anh ở khách sạn do kẻ môi giới buôn lậu gợi ý. Trong khi đó, Ray đeo lựu đạn khắp người đến gặp Lan, Lan sau đó quyết định hợp tác với Ray. In-nam thuê phòng khách sạn và gọi bác sĩ nhi khoa để kiểm tra sức khỏe của con gái mình. Khi In-nam quay lại khách sạn sau cuộc gặp với những kẻ buôn lậu, những thành viên của tổ chức Chafer đã chờ sẵn ở đó. Anh đã hạ tất cả và đi lên phòng gặp con gái mình, tuy nhiên những thành viên của tổ chức Chafer và Ray đã chờ sẵn ở đó. Sau khi In-nam bị đánh gục, Ray đã giết tất cả thành viên của tổ chức Chafer ngoại trừ hai người làm thuê và yêu cầu hai người này mang In-nam đi. Ray cho biết tự tay mình sẽ giết In-nam. Khi Yui đang ở bãi đậu xe của khách sạn và nhìn thấy In-nam bị bắt đi, cô đã tự mình lái xe đến giải cứu anh bằng cách tông vào xe của hai kẻ làm thuê. Sau khi được Yui giải cứu, In-nam đã đuổi theo xe của Ray. Anh chặn đầu xe qua một con đường tắt, dùng súng bắn vào kính chắn gió và nhảy vào chiếc xe đang lao tới. Vì In-nam bị thương nặng nên đã bị Ray đẩy ra, sau đó anh ném lựu đạn từ trong xe ra ngoài khiến cả hai bị thương nặng. Trong lúc đó, In-nam đưa con gái mình ra khỏi vali và giao cho Yui. Ray đã dùng một con dao đâm liên tiếp vào người In-nam, In-nam nhìn theo con gái cho đến khi anh khuất tầm nhìn. In-nam thả ra một quả lựu đạn đã được tháo chốt an toàn, cả anh và Ray đều chết ngay sau đó.
Yui đến một nhà ga, lấy ra một chiếc túi từ tủ khóa, trong đó chứa một lượng lớn tiền đôla, hộ chiếu của In-nam để lại. Anh đã để lại một tin nhắn thoại cho Yui và nói rằng anh để lại những hành lý này để cô đi cùng con gái của anh. Yui và con gái của In-nam đến một ngôi nhà sang trọng ở Panama mà In-nam đã chuẩn bị trước, họ vui chơi trên bãi biển và bắt đầu cuộc sống mới ở Panama.

## Diễn viên
- Hwang Jung-min vai Kim In-nam
- Lee Jung-jae vai Ray
- Choi Hee-seo vai Seo Young-joo (Người yêu cũ của In-nam)
- Park Jung-min vai Yui
- Song Young-chang vai Kim Chun-sung
- Park Myung-hoon vai Shimada
- Oh Dae-hwan vai Han Jong-soo
- Lee Seo-hwan vai Young-bae
- Vithaya Pansringarm vai Lan
- Hakuryu vai Sensei
- Shim Young-eun vai Lin Lin
- Sumet Ongart vai Cảnh sát Thái Lan

## Sản xuất
Phim dưới sự chỉ đạo của đạo diễn Hong Won-chan, được sản xuất bởi Hive Media Corp. từ ngày 23 tháng 9 năm 2019 và hoàn thành vào ngày 23 tháng 1 năm 2020 tại 3 quốc gia Thái Lan, Hàn Quốc và Nhật Bản.

## Đón nhận

### Doanh thu phòng vé
Ác quỷ đối đầu thu về 14,9 triệu USD trong 5 ngày đầu tiên công chiếu tại Hàn Quốc. Tác phẩm đã vượt mốc 1,5 triệu vé bán ra sau bốn ngày phát hành và vượt mốc 2 triệu vé sau dịp cuối tuần đầu tiên ra mắt. Vào ngày thứ tám ra mắt, bộ phim đã vượt mốc 2,5 triệu lượt người xem. Sau chưa đầy một tháng ra mắt, bộ phim đã vượt mốc 4 triệu lượt xem, trở thành phim điện ảnh thứ hai trong năm làm được điều này sau The Man Standing Next.

### Giải thưởng
| Năm  | Giải thưởng                               | Hạng mục                            | Đề cử                                                               | Kết quả   | Nguồn         |
| ---- | ----------------------------------------- | ----------------------------------- | ------------------------------------------------------------------- | --------- | ------------- |
| 2021 | Giải thưởng điện ảnh Rồng Xanh lần thứ 41 | Đạo diễn xuất sắc nhất              | Hong Won-chan                                                       | Đề cử     | [ 12 ] [ 13 ] |
| 2021 | Giải thưởng điện ảnh Rồng Xanh lần thứ 41 | Nam diễn viên chính xuất sắc nhất   | Hwang Jung-min                                                      | Đề cử     | [ 12 ] [ 13 ] |
| 2021 | Giải thưởng điện ảnh Rồng Xanh lần thứ 41 | Nam diễn viên chính xuất sắc nhất   | Lee Jung-jae                                                        | Đề cử     | [ 12 ] [ 13 ] |
| 2021 | Giải thưởng điện ảnh Rồng Xanh lần thứ 41 | Nam diễn viên phụ xuất sắc nhất     | Park Jung-min                                                       | Đoạt giải | [ 12 ] [ 13 ] |
| 2021 | Giải thưởng điện ảnh Rồng Xanh lần thứ 41 | Quay phim và ánh sáng xuất sắc nhất | Hong Kyung-pyo: Quay phim; Bae Il-hyuck: Ánh sáng                   | Đoạt giải | [ 12 ] [ 13 ] |
| 2021 | Giải thưởng điện ảnh Rồng Xanh lần thứ 41 | Dựng phim xuất sắc nhất             | Kim Hyung-joo                                                       | Đề cử     | [ 12 ] [ 13 ] |
| 2021 | Giải thưởng điện ảnh Rồng Xanh lần thứ 41 | Chỉ đạo nghệ thuật xuất sắc nhất    | Cho Hwa-sung: Thiết kế sản xuất; So Seong-Hyeon: Chỉ đạo nghệ thuật | Đề cử     | [ 12 ] [ 13 ] |
| 2021 | Giải thưởng điện ảnh Rồng Xanh lần thứ 41 | Nhạc phim xuất sắc nhất             | Mowg                                                                | Đề cử     | [ 12 ] [ 13 ] |
| 2021 | Giải thưởng điện ảnh Rồng Xanh lần thứ 41 | Giải kỹ thuật                       | Lee Gun-moon (Võ thuật)                                             | Đề cử     | [ 12 ] [ 13 ] |